# Sektion Kuchikäschtli
Sektion Kuchikäschtli ist eine Schweizer Hip-Hop-Band aus Igis im Kanton Graubünden.

## Bandgeschichte
Sektion Kuchikäschtli wurde 1998 gegründet. Die Band bestand aus Rapper Rennie, DJ Stimpee Kutz und dem Produzenten Claud. Sie gehörte dem Kollektiv Bauers an, zu dem auch Luut & Tüütli, X-Chaibä, Breitbild und Gimma gehören. Die Band pflegte ein ironisches Image als Landeier.
Nach der Veröffentlichung der EP Lampafiaber im Jahr 2000 erschien 2002 das erste Album Dorfgschichta, das auf grosse Beachtung stiess und als Meilenstein betrachtet wurde. Der Tages-Anzeiger schrieb, Sektion Kuchikäschtli liefere «einen wichtigen Beitrag, um das Qualitätsniveau des Schweizer Hip Hop weiter anzuheben. Sie bringen ihm das Augenzwinkern bei und befreien ihn von Boshaftigkeit und immergleichen Phrasen.»
Mit dem Album Nur so am Rand gelang der Band 2004 mit Platz 6 der bis dahin höchste Charteinstieg einer Schweizer Rapgruppe. Für Nur so am Rand erhielt die Band auch als erste Schweizer Dialektrap-Gruppe eine Goldene Schallplatte. Insgesamt blieb das Album 24 Wochen in den Charts, davon vier in den Top Ten. Nach der Tour zum Album dachte Rennie über einen Rückzug nach, weil er die Motivation verloren und keine Ideen mehr hatte. Nachdem er neue Ideen gesammelt hatte, kam die Band 2007 mit dem Album Affatanz zurück. Das Album in den Charts stieg auf Platz 2 ein. Dies war der höchste Charteinstieg, die je ein Schweizer Hip-Hop-Album erreicht hatte.
Danach ging Rennie, der inzwischen sein Studium beendet hatte, für mehr als ein Jahr nach Afrika. Die Band wurde seither nicht wieder aktiv. Allerdings veröffentlichte Rennie 2017 zusammen mit DJ Stimpee Kutz unter seinem Namen das Album Randnotiz. Das Album stieg auf Platz 16 in die Schweizer Albumcharts ein.

## Stil
Rennie setzte seinen Schwerpunkt mehr auf den Inhalt denn auf Raptechnik. Seine Texte gelten als witzig und gehaltvoll. Battleraps fehlen. Die Band selbst bezeichnete ihren Stil deshalb selbstironisch als «Blüemli-Rap».
Die Beats sind jazzig, funkig und soulig sowie laid-back.

## Bandname
Kuchikäschtli (Küchenkästchen, hochdeutsch Küchenschrank) ist die Bündner Aussprache des Schweizer Schibboleths Chuchichästli.

## Diskografie
- 2000: Lampafiaber (Maxi)
- 2002: Dorfgschichta
- 2003: Entwicklig (EP)
- 2004: Nur so am Rand
- 2007: Affatanz